# An Ninh Đông, Tuy An
An Ninh Đông là một xã thuộc huyện Tuy An, tỉnh Phú Yên, Việt Nam.
Xã An Ninh Đông có diện tích 23,99 km², dân số năm 1999 là 11690 người, mật độ dân số đạt 487 người/km².